# Þórisjökull
Þórisjökull är en glaciär i republiken Island. Den ligger i regionen Västlandet, 70 km nordost om huvudstaden Reykjavík. Arean är 32 kvadratkilometer.
Vetenskapliga studier har tydligt visat att Þórisjökull tillhör det vulkaniska systemet i Prestahnúkur och att aktiva spricksystem ligger under den.